# 2874 Jim Young
2874 Jim Young este un asteroid din centura principală, descoperit pe 13 octombrie 1982 de Edward Bowell.